# Riverton (Australia Południowa)
Riverton – miasto w Australii, w stanie Australia Południowa.